# Cantone di Neufchâteau
Il Cantone di Neufchâteau è una divisione amministrativa dell'arrondissement di Neufchâteau.
A seguito della riforma complessiva dei cantoni del 2014 è passato da 25 a 47 comuni.

## Composizione
Prima della riforma del 2014 comprendeva i comuni di:
- Attignéville
- Barville
- Bazoilles-sur-Meuse
- Beaufremont
- Brechainville
- Certilleux
- Circourt-sur-Mouzon
- Fréville
- Grand
- Harchéchamp
- Houéville
- Jainvillotte
- Landaville
- Lemmecourt
- Liffol-le-Grand
- Mont-lès-Neufchâteau
- Neufchâteau
- Pargny-sous-Mureau
- Pompierre
- Rebeuville
- Rollainville
- Sartes
- Tilleux
- Trampot
- Villouxel

Dal 2015 comprende i comuni di:
- Attignéville
- Autigny-la-Tour
- Autreville
- Avranville
- Barville
- Bazoilles-sur-Meuse
- Beaufremont
- Brechainville
- Certilleux
- Chermisey
- Circourt-sur-Mouzon
- Clérey-la-Côte
- Coussey
- Domrémy-la-Pucelle
- Frebécourt
- Fréville
- Grand
- Greux
- Harchéchamp
- Harmonville
- Houéville
- Jainvillotte
- Jubainville
- Landaville
- Lemmecourt
- Liffol-le-Grand
- Martigny-les-Gerbonvaux
- Maxey-sur-Meuse
- Midrevaux
- Moncel-sur-Vair
- Mont-lès-Neufchâteau
- Neufchâteau
- Pargny-sous-Mureau
- Pompierre
- Punerot
- Rebeuville
- Rollainville
- Rouvres-la-Chétive
- Ruppes
- Sartes
- Seraumont
- Sionne
- Soulosse-sous-Saint-Élophe
- Tilleux
- Trampot
- Tranqueville-Graux
- Villouxel